# Séminaire théologique baptiste de la Nouvelle-Orléans
Le Séminaire théologique baptiste de la Nouvelle-Orléans (anglais : New Orleans Baptist Theological Seminary) est un institut de théologie baptiste à La Nouvelle-Orléans, Louisiane, aux États-Unis. Il est affilié à la Convention baptiste du Sud. L'école offre des formations de théologie évangélique.

## Histoire
L'école a été fondée en 1917 par la Convention baptiste du Sud sous le nom de Baptist Bible Institute.  En 1946, elle est devenue un séminaire et a pris son nom actuel.  En 1953, elle a déménagé dans le quartier de Gentilly Terrace à La Nouvelle-Orléans . En 1995, un campus a été implanté au pénitencier d’État de Louisiane à la suite d’une invitation du directeur de prison, Burl Cain. L’école a contribué à diminuer de façon importante le taux de violence dans la prison. En 2019, l’école arrivait en 8e position des séminaires évangéliques aux États-Unis pour le nombre d’inscriptions avec 873 étudiants à plein temps. En 2022, elle avait ouvert 6 campus dans des prisons de différents états. Pour l'année 2021-2022, elle comptait 2,004 étudiants.

## Programmes
L’école offre des programmes en théologie évangélique, dont des certificats, des baccalauréats, masters et des doctorats.

## Affiliations
Il est affilié à la Convention baptiste du Sud.